# Cynthia kershawii
Cynthia kershawii är en fjärilsart som beskrevs av M'coy 1868. Cynthia kershawii ingår i släktet Cynthia och familjen praktfjärilar. Inga underarter finns listade i Catalogue of Life.